# Тім Гекер
Тім Гекер (нім. Tim Hecker, нар. 28 вересня 1997) — німецький веслувальник на каное, бронзовий призер Олімпійських ігор 2020 року, чемпіон Європи.

## Виступи на Олімпіадах
| Олімпіада  | Дисципліна                | Місце |
| ---------- | ------------------------- | ----- |
| Токіо 2020 | каное-двійки, 1000 метрів | 3     |
| Париж 2024 | каное-двійки, 500 метрів  | 5     |

## Зовнішні посилання
- Тім Гекер на сайті International Canoe Federation (англійська)
- Тім Гекер на сайті Olympedia (англійська)